# 마닐라
마닐라(필리핀어: Maynila 마이닐라, 영어: Manila, 스페인어: Manila)는 필리핀 루손섬 남서부에 있는 필리핀의 수도로 면적은 약 38km2, 인구는 약 165만 명(2010)이다. 메트로 마닐라로 확대하면 인구 약 1,185만의 대도시권이다.

## 개요
세계에서 가장 좋은 항만으로 일컬어지는 마닐라만에 임한 항구 도시로, 시가지는 파시그강을 끼고 그 남북으로 펼쳐진다. 1990년대 후반부터 한국의 많은 학생들이 영어를 배우기 위해 찾는 대표적인 어학연수지이다.
북쪽에는 비옥한 중부 루손 평야를, 남쪽에는 남부 루손의 화산성 저지를 끼고 있다. 동양 최고의 대학인 산토토마스 대학(1611년 설립), 필리핀 최고의 대학인 필리핀 국립대학과 아테네오 대학, 미리암 대학 등을 비롯한 교육 기관이 케손 시티 지역에 집중되어 있다. 옛 총독 관저이자 현재의 대통령 관저인 말라카냥궁(1863년 건립)은 산미겔 지구에 있다. 파시그강 좌안의 인트라무로스는 제2차 세계대전 때 파괴가 심하여, 허물어지다 남은 성벽이 겨우 옛모습을 알게 할 정도이다. 그 남쪽으로 이어지는 에르미타 지구·말라테 지구는 관청가·호텔 거리로, 리잘 공원과 해안을 낀 아름다운 로하스 대로가 남쪽으로 달린다. 그 동쪽의 파코 지구·산타아나 지구는 중류층의 주택가이다. 마닐라항은 파시그강 하구를 사이에 두고 북향과 남향으로 나뉘며, 내항선과 외항선이 접안한다.

## 역사

### 스페인 식민지 시대

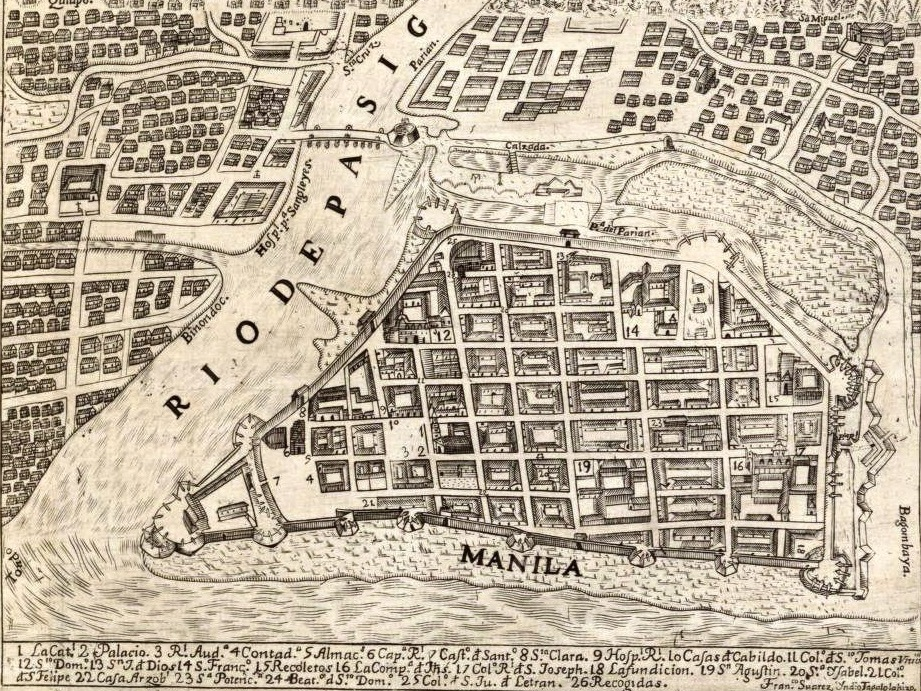
1734년 성벽으로 둘러싸인 마닐라의 지도. 이 도시는 인디언 법에 따라 계획되었다.

16세기 스페인인들이 오기 이전부터 파시그강 유역에 주거지가 있었으며, 마닐라에 접하는 교통의 요지에 위치한 현대 마닐라 지역은 말레이족의 마을이 존재하고 있었고, 중국인 등이 활발하게 내항하여 교역하고 있었다. 동양에 스페인의 거점을 구축하고자 초대 총독으로 필리핀을 방문한 미겔 로페스 데 레가스피는 마닐라의 지정학적 중요성에 주목하고, 이곳을 점령하여 기지화하려고 했다. 레가스피는 1570년 선발대를 파견하여 마닐라를 점령하려 했으나 여의치 않자 1571년 직접 마닐라를 점령했다. 레가스피가 점령한 날인 5월 19일은 성 포텐시아나 성인의 축일이었기 때문에, 포텐시아나를 필리핀의 수호 성인으로 삼았다.
레가스피가 세운 최초의 마닐라 시는 산 안토니오, 산 프란 카를로스, 산 가브리엘, 산 루이스 네 지역으로 구성되었으며, 관청과 성당과 중앙광장, 아우구스티노 수도원이나 군사 시설, 숙소 등이 만들어졌다. 이것이 현재의 인트라무로스 지역이다.
중국인들은 스페인인의 점령으로 교역에 지장을 받았기 때문에 그 제거를 노렸다. 초기 마닐라는 중국 남부 지역의 해적 두목으로 추정되는 림 아혼의 습격 또는 그 밖의 화재 등에 의해 파괴되는 경우가 많았다.
16세기 말 이 지역을 방문한 예수회의 안토니오 세데뇨는 건축 지식이 있었기 때문에, 그 지휘에 따라 마닐라의 재건과 요새화를 진행시켜 인트라무로스라는 마닐라의 성벽 지역이 정비되었다. 인트라무로스 내부에는 일반 건축물과 함께 마닐라 대성당, 산토도밍고 교회 등 많은 빼어난 교회가 건설되었지만, 대부분 제2차 세계대전 중에 파괴되었다. 건설 당시의 모습을 가지고 있는 유일한 건축물인 산 아우구스틴 교회는 《필리핀 바로크 양식 교회군》으로 세계유산에 등록되어 있다.
중국인들은 여전히 아시아 경제를 지배하고 있었기 때문에, 마닐라에서도 큰 영향력을 가지고 인트라무로스 밖에 중국인 거리를 조성하고 살면서 스페인인들과 거래를 했다. 스페인인과 중국인은 때로는 적대하면서도 공존하는 관계를 지속했다. 마닐라는 이렇게 필리핀, 스페인, 중국이 섞인 다민족 도시라는 독특한 특성을 형성하게 된다.

### 스페인 시대 ~ 미국 시대

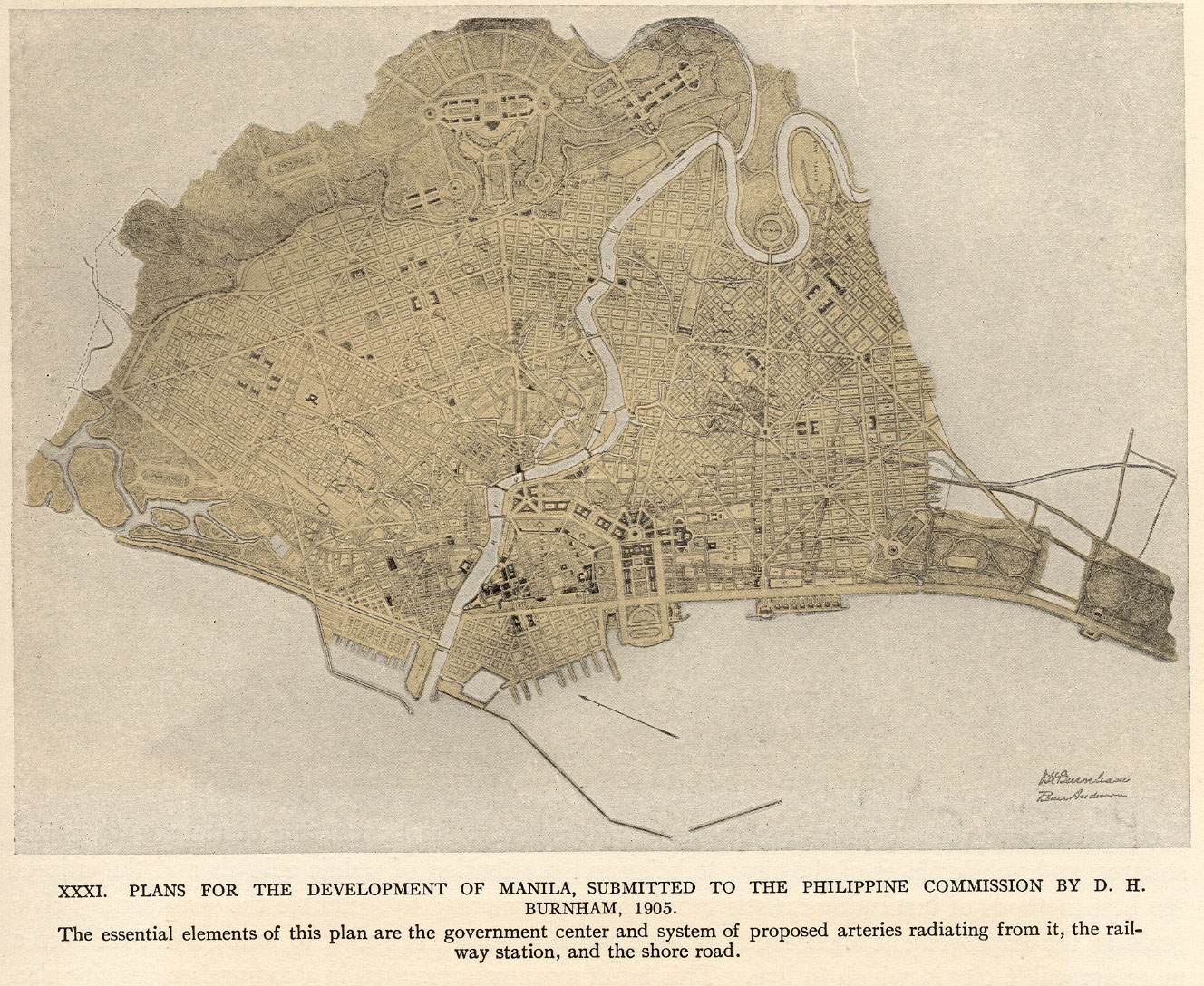
1905년 번햄 계획은 새로운 중앙 시민 지구에서 도시 외곽 지역으로 방사되는 대각선 동맥을 만들어 도시의 대중 교통 시스템을 개선 할 것을 권장하였다.

1762년에 일시적으로 마닐라가 영국군에 의해 점령 되었으나, 1764년에 협정이 맺어져 다시 스페인 관할로 편입되게 된다. 이 무렵 인트라무로스는 완성된 견고한 요새 도시로 동양의 거점 도시가 되어 있었다. 교역이 활발해지면서, 마닐라에 많은 사람들이 방문하게 되자 마닐라는 한층 발전하여, 인트라무로스 외부의 지역도 발달하게 되었다.
스페인이 강국의 지위를 상실한 이후에도 필리핀과 마닐라는 스페인의 지배 하에 계속 있었지만, 19세기가 되면서 필리핀 지식인들 사이에서 독립 운동이 활발하게 전개 되었다. 호세 리잘(José Rizal)의 계몽 운동과 카티푸난의 군사 행동으로 필리핀 독립이 진전되는 듯 하였지만, 1898년 미국-스페인 전쟁을 통해 마닐라의 스페인 함대가 미국 함대에게 통렬히 격파되면서 필리핀 사람들의 독립에 대한 열망은 허사가 되었다. 전후 《파리 조약》에 따라 필리핀은 미국 영토로 편입 되었다. 일부 투사들은 더욱 더 격렬한 저항을 했지만, 필리핀-미국 전쟁이 발발하면서, 필리핀이 완전히 미국령이 되는 것을 피할 수 없었다.
미국 점령 하의 마닐라에서는 동양 침략의 거점으로 정비가 이루어졌으며, 인트라무로스의 구도를 유지하면서 도시를 현대화하는 방법으로 인프라 정비가 진행되었다. 유명한 마닐라 호텔도 미국 통치 시대에 건설되었다. 1935년 이후 더글러스 맥아더가 필리핀 군사 고문이라는 직함으로 마닐라에 주재하고 나중에 "필리핀 군 원수"라는 칭호를 받았다.

## 기후
쾨펜의 기후 구분에 따르면 마닐라는 마닐라는 열대 몬순 기후를 가지고 있다. 필리핀의 다른 지역과 함께 마닐라는 전적으로 열대 지방에 속해 있다. 적도에 가까이 위치해 있어, 연중 내내 기온이 높으며 특히 낮에는 19°C(66.2°F) 이하로 내려가거나 39°C(102.2°F)를 넘는 일이 거의 없다. 기후의 최저점은 1914년 1월 11일에 기록한 14.5 °C (58.1 °F)이며, 최고점은 1915년 5월 7일에 기록한 38.6 °C (101.5 °F)이다.
| 마닐라의 기후                                                                  | 마닐라의 기후 | 마닐라의 기후 | 마닐라의 기후 | 마닐라의 기후 | 마닐라의 기후 | 마닐라의 기후 | 마닐라의 기후 | 마닐라의 기후 | 마닐라의 기후 | 마닐라의 기후 | 마닐라의 기후 | 마닐라의 기후 | 마닐라의 기후   |
| 월                                                                             | 1월           | 2월           | 3월           | 4월           | 5월           | 6월           | 7월           | 8월           | 9월           | 10월          | 11월          | 12월          | 연간            |
| ------------------------------------------------------------------------------ | ------------- | ------------- | ------------- | ------------- | ------------- | ------------- | ------------- | ------------- | ------------- | ------------- | ------------- | ------------- | --------------- |
| 역대 최고 기온 °C (°F)                                                         | 36.5 (97.7)   | 35.6 (96.1)   | 36.8 (98.2)   | 38.0 (100.4)  | 38.6 (101.5)  | 37.6 (99.7)   | 36.5 (97.7)   | 36.2 (97.2)   | 35.3 (95.5)   | 35.8 (96.4)   | 35.6 (96.1)   | 34.6 (94.3)   | 38.6 (101.5)    |
| 일평균 최고 기온 °C (°F)                                                       | 29.9 (85.8)   | 30.7 (87.3)   | 32.1 (89.8)   | 33.8 (92.8)   | 33.6 (92.5)   | 32.8 (91.0)   | 31.5 (88.7)   | 31.0 (87.8)   | 31.2 (88.2)   | 31.4 (88.5)   | 31.3 (88.3)   | 30.3 (86.5)   | 31.6 (88.9)     |
| 일일 평균 기온 °C (°F)                                                         | 26.9 (80.4)   | 27.5 (81.5)   | 28.7 (83.7)   | 30.3 (86.5)   | 30.3 (86.5)   | 29.7 (85.5)   | 28.7 (83.7)   | 28.5 (83.3)   | 28.4 (83.1)   | 28.6 (83.5)   | 28.3 (82.9)   | 27.4 (81.3)   | 28.6 (83.5)     |
| 일평균 최저 기온 °C (°F)                                                       | 23.9 (75.0)   | 24.3 (75.7)   | 25.3 (77.5)   | 26.7 (80.1)   | 27.0 (80.6)   | 26.5 (79.7)   | 25.9 (78.6)   | 25.9 (78.6)   | 25.7 (78.3)   | 25.7 (78.3)   | 25.3 (77.5)   | 24.6 (76.3)   | 25.6 (78.1)     |
| 역대 최저 기온 °C (°F)                                                         | 14.5 (58.1)   | 15.6 (60.1)   | 16.2 (61.2)   | 17.2 (63.0)   | 20.0 (68.0)   | 20.1 (68.2)   | 19.4 (66.9)   | 18.0 (64.4)   | 20.2 (68.4)   | 19.5 (67.1)   | 16.8 (62.2)   | 15.7 (60.3)   | 14.5 (58.1)     |
| 평균 강우량 mm (인치)                                                          | 19.4 (0.76)   | 21.9 (0.86)   | 21.8 (0.86)   | 23.4 (0.92)   | 159.1 (6.26)  | 253.3 (9.97)  | 432.3 (17.02) | 476.1 (18.74) | 396.4 (15.61) | 220.6 (8.69)  | 119.9 (4.72)  | 98.5 (3.88)   | 2,242.7 (88.30) |
| 평균 강우일수 (≥ 1.0 mm)                                                       | 4             | 3             | 3             | 3             | 9             | 14            | 19            | 19            | 18            | 14            | 10            | 8             | 124             |
| 평균 상대 습도 (%)                                                             | 72            | 70            | 67            | 66            | 72            | 76            | 80            | 82            | 81            | 77            | 75            | 75            | 74              |
| 평균 월간 일조시간                                                             | 177           | 198           | 226           | 258           | 223           | 162           | 133           | 133           | 132           | 158           | 153           | 152           | 2,105           |
| 출처 1: 필리핀 대기지구물리천문청 (평년값: 1991년~2020년, 극값: 1885년~2020년) |               |               |               |               |               |               |               |               |               |               |               |               |                 |
| 출처 2: 덴마크 기상학회 (일조시간, 1931년~1960년)                              |               |               |               |               |               |               |               |               |               |               |               |               |                 |

## 행정 구역
시역은 파시그강 북안의 8 지구, 남안의 8 지구로 나뉜다. 북안 비논도 지역은 차이나타운, 톤도는 동양 최대의 빈민가로 알려져 있다. 남부 해안에 있는 마닐라 옛 성인 인트라무로스 지구와 마닐라에 따른 베이 워킹, 관광 명소는 대부분이 남안에 집중되어 있다.
| 지구              | 바랑가이 | 인구 (2007 기준) | 면적 (has.) | 인구밀도 (km2당) |
| ----------------- | -------- | ---------------- | ----------- | ---------------- |
| 비논도            | 10       | 12,100           | 66.11       | 18,304.1         |
| 에미타            | 13       | 6,205            | 158.91      | 3,904.8          |
| 인트라무로스      | 5        | 5,015            | 67.26       | 7,455.7          |
| 말라테            | 57       | 78,132           | 259.58      | 30,099.8         |
| 파코              | 43       | 69,300           | 278.69      | 24,866.7         |
| 판다칸            | 38       | 76,134           | 166.00      | 45,862.9         |
| 포트 에리어       | 5        | 48,684           | 315.28      | 15,441.4         |
| 퀴아포            | 16       | 23,138           | 84.69       | 27,322.0         |
| 삼파록            | 192      | 255,613          | 513.71      | 49,758.5         |
| 산안드레스 부키드 | 65       | 116,585          | 168.02      | 69,386.2         |
| 산미구엘          | 12       | 16,115           | 91.37       | 17,636.9         |
| 산니콜라스        | 15       | 43,225           | 163.85      | 26,380.5         |
| 산타아나          | 34       | 62,184           | 169.42      | 36,703.5         |
| 산타크루즈        | 82       | 118,779          | 309.01      | 38,438.1         |
| 산타메사          | 51       | 98,901           | 261.01      | 37,892.2         |
| 톤도              | 259      | 630,604          | 865.13      | 72,891.6         |

## 인구
| 연도                                    | 인구      | ±% p.a. |
| --------------------------------------- | --------- | ------- |
| 1903                                    | 219,928   | —       |
| 1918                                    | 285,306   | +1.75%  |
| 1939                                    | 623,492   | +3.79%  |
| 1948                                    | 983,906   | +5.20%  |
| 1960                                    | 1,138,611 | +1.22%  |
| 1970                                    | 1,330,788 | +1.57%  |
| 1975                                    | 1,479,116 | +2.14%  |
| 1980                                    | 1,630,485 | +1.97%  |
| 1990                                    | 1,601,234 | −0.18%  |
| 1995                                    | 1,654,761 | +0.62%  |
| 2000                                    | 1,581,082 | −0.97%  |
| 2007                                    | 1,660,714 | +0.68%  |
| 2010                                    | 1,652,171 | −0.19%  |
| 2015                                    | 1,780,148 | +1.43%  |
| 2020                                    | 1,846,513 | +0.72%  |
| Source: Philippine Statistics Authority |           |         |

## 교육
- 필리핀 대학교
- 산토 토마스 대학교 (동양에서 가장 오래된 대학)
- 아테네오 데 마닐라 대학교
- 데라살 대학교
- 마푸아 공업 대학교
- 호세리잘 대학교
- 에어링크 항공학교
- 라이시움 대학교
- 필리핀 크리스찬 대학교

## 관광
- 말라카냥궁 (대통령궁)
- 코코넛 하우스 (부통령궁)
- 나용 삐리삐노 (폐쇄 중)
- 파코 공원
- 차이나 타운
- 리잘 공원 (루네타 공원)
- SM 메가 쇼핑 센터 (마카티)
- SM 몰 오브 아시아 (빠사이시)
- 인트라무로스 (요새 유적지)
- 산 아구스틴 교회 - 필리핀 바로크 양식 교회로 유네스코의 세계 유산에 등록되어 있다.
- 베이 워크
- 마닐라 대성당

## 교통

### 공항
- 니노이 아키노 국제공항

### 철도
- 마닐라 LRT 1호선
- 마닐라 MRT 2호선
- 마닐라 MRT 3호선
- 필리핀 국철

### 도로
- 북부 루손 고속도로
- 남부 루손 고속도로

## 같이 보기
- 메트로 마닐라